# SUMA Troyes
Le SUMA Troyes est un club amateur français de Moto-Ball basé à Troyes dans l'Aube. Le club fait partie des 13 clubs composant le moto-ball français.

## Histoire
Le SUMA de Troyes voit le jour en 1939 et fête ses 80 ans d'existence au cours de la saison 2019. Club historique du Championnat de France avec le MBC de Camaret, le SUMA est le club recordman du plus grand nombre de Coupes de France remportées (23), la plupart remportées dans les années 1970-1980 sous l'ère de "Maraghini". 
Depuis la fin des années 1990, le SUMA peine à retrouver son éclat et connait des saisons laborieuses jusqu'en 2015, et la remontée au premier plan du club de l'Aube avec la 20ème victoire en Coupe de France. Le 14 octobre 2019, le SUMA de Troyes remporte le titre de champion de France de motoball après 21 ans de disette; Ils remportent la même année un triplé historique avec une victoire en finale de Coupe de France et une victoire en Trophée des Champions Elite 1.

## Palmarès[6]

### Palmarès Élite 1
- Championnat de France Elite 1 : 1948, 1952, 1953, 1955, 1964, 1969, 1981, 1982, 1983, 1986, 1988, 1989, 1990, 1991, 1998, 2019, 2021, 2022[7].

- Coupe de France : 1953, 1958, 1966, 1967, 1970, 1972, 1976, 1978, 1982, 1983, 1984, 1985, 1987, 1988, 1991, 1993, 1995, 1999, 2006, 2015, 2019, 2020[8], 2022.

- Trophée des Champions Elite 1 : 2006, 2015, 2019, 2021, 2022, 2024[9]

### Palmarès Élite 2
- Championnat de France Elite 2 : 1969, 1981, 1982, 1983, 1986, 1988, 1989, 2019, 2021.

- Trophées de France : 1969, 1980, 1985, 1990, 1997, 2000, 2001, 2010, 2021.
- Trophée des Champions Elite 2: 2019.

### Palmarès U18
- Championnat de France U18: 2018, 2020, 2022, 2023.

- Coupe de France U18:  1996, 1997, 1998, 2019, 2023.